# Rise and Fall, Rage and Grace
Rise and Fall, Rage and Grace je osmé studiové album americké punk rockové skupiny The Offspring. Bylo vydáno 17. června 2008 ve Spojených státech a o týden dříve v Japonsku. Je to první album skupiny od vydání alba Splinter v roce 2003, první ve spolupráci s producentem Bobem Rockem.
Pětiletá mezera mezi dvěma deskami je nejdelší v historii skupiny. Ačkoliv na albu začali pracovat už v roce 2004, do nahrávání se pustili až na podzim roku 2006. Albu mělo být původně vydáno už v roce 2007, ale bylo zpožděno. Album přineslo čtyři singly - „Hammerhead“ „You're Gonna Go Far, Kid“ „Kristy, Are You Doing Okay?“ a „Half-Truism“.
Album vyšlo v CD verzi i na gramofonové desce.

## Seznam nahrávek

### CD verze
Všechny skladby napsal(i) The Offspring. 
| Pořadí         | Název                         | Délka |
| -------------- | ----------------------------- | ----- |
| 1.             | Half-Truism                   | 3:27  |
| 2.             | Trust in You                  | 3:09  |
| 3.             | You're Gonna Go Far, Kid      | 2:58  |
| 4.             | Hammerhead                    | 4:38  |
| 5.             | A Lot Like Me                 | 4:28  |
| 6.             | Takes Me Nowhere              | 2:59  |
| 7.             | Kristy, Are You Doing Okay?   | 3:42  |
| 8.             | Nothingtown                   | 3:29  |
| 9.             | Stuff Is Messed Up            | 3:31  |
| 10.            | Fix You                       | 4:19  |
| 11.            | Let's Hear it for Rock Bottom | 4:05  |
| 12.            | Rise and Fall                 | 2:59  |
| Celková délka: | Celková délka:                | 43:40 |

| Japonská bonusová verze | Japonská bonusová verze    | Japonská bonusová verze | Japonská bonusová verze |
| Pořadí                  | Název                      | Autor                   | Délka                   |
| ----------------------- | -------------------------- | ----------------------- | ----------------------- |
| 13.                     | O. C Life (přehrávka D.I.) | Rikk Agnew              | 2:53                    |

### LP verze
Jediný rozdíl mezi verzemi je, že si vyměnily pozici písně „Kristy, Are You Doing Okay?“ a „A Lot Like Me“.
| Strana 1 | Strana 1                    | Strana 1 |
| Pořadí   | Název                       | Délka    |
| -------- | --------------------------- | -------- |
| 1.       | Half-Truism                 | 3:27     |
| 2.       | Trust in You                | 3:09     |
| 3.       | You're Gonna Go Far, Kid    | 2:58     |
| 4.       | Hammerhead                  | 4:38     |
| 5.       | Kristy, Are You Doing Okay? | 3:42     |
| 6.       | Takes Me Nowhere            | 2:59     |

| Strana 2 | Strana 2                      | Strana 2 |
| Pořadí   | Název                         | Délka    |
| -------- | ----------------------------- | -------- |
| 1.       | A Lot Like Me                 | 4:28     |
| 2.       | Nothinhtown                   | 3:29     |
| 3.       | Stuff Is Messed Up            | 3:31     |
| 4.       | Fix You                       | 4:19     |
| 5.       | Let's Hear it for Rock Bottom | 4:05     |
| 6.       | Rise and Fall                 | 2:59     |